# 1991年卡瓦格博峰山难
1991年卡瓦格博峰山难是中日联合登山队于1991年1月在攀登卡瓦格博峰时发生的山难，这是迄今為止發生的世界第二大山難（仅次于1990年列宁峰山难）。此次山难中有包括中方6人、日方11人在内共计17人遇難。在当地居民以及京都大学学生登山协会摄影师小林尚礼的努力下，已找回16具遇难者遗体。

## 背景
1987年，日本向中國國家體育運動委員會提交攀登卡瓦格博峰的申請。同年8月，中日聯合登山隊進入梅里雪山腳下。日方领队为左右田健次，日方学术队长为井上治郎。中方领队为杨必育，中方登山队长为宋志义。
1987年至1990年间，登山隊花兩年時間對卡瓦格博地區進行一系列的地質學、動植物學以及氣象學的考察。
1990年冬，中日聯合登山行動正式開始。11月10日，日本隊員從神戶出發；11月27日，中日隊員會合；12月初，攀登行動正式開始。

## 第一次攻頂
1990年12月，中日聯合登山隊順利建立一、二和四號營地（C1、C2、C4），但在建立三號營地（C3）的選址問題上，中日雙方發生分歧。中方主張，營地應該建立在遠離山脊的地方，以避開雪崩區；日方認為，為了登頂節省體力，三號營地應該盡可能接近山脊中部的四號營地。
隊長井上治郎派隊員米谷佳晃上山做最終裁判，但米谷佳晃上山時遇大霧，未能進行觀察。最後，井上隊長決定採取折衷方案，三號營地選擇在中方意見和日方意見的中間位置。這個營址選擇也在後來的事故調查中，被認為具有極大爭議。12月20日，中方隊員段建新在二號營地觀測到發生在三號營地附近的一次中型雪崩，該次雪崩幾乎危及到三號營地。
1990年12月28日上午11時30分，突擊隊5名隊員接近主峰背後的山脊，到達6200米的高度，但在突擊隊到達6470米的高度時，山頂天氣突變，暴風雪令衝頂行動受阻。下午4點，井上隊長命令放棄行動，但因風雪過大，突擊隊無法撤回三號營地。晚上10點15分，暴風雪停止，11點13分，突擊隊順利撤回三號營地。
根據第一次衝頂的經驗和實地觀測，登山隊判斷再次衝頂已經沒有大的困難，登山隊全體17名隊員（中國6名，日本11名）在三号营地待機。

## 山難發生
根據第一次攻頂經驗，登山隊計劃1991年1月1日登頂。但山頂從12月29日開始發生暴雪，登山隊行動受阻，大本營和登山隊所在三號營地的聯絡也只能通過對講機進行。
1月3日晚10點30分，大本營與三號營地之間進行最後一次通話，山上隊員表示積雪已經超過160cm。1月4日晨7點半，大本營未能與三號營地取得聯繫，10點，大本營向位於昆明的登山指揮部進行報告。

## 救援[6]
1月4日，暴風雪停止，搜救行動開始。1月6日至1月25日的搜救行动中，三支救援队（中国登山协会、西藏登山队和京都救援队）因恶劣天气未能到达C3。
1月8日，中国登山协会抵达德钦县。由於沒有事發地德欽縣的地質、氣象資料和加油點，成都軍區的直升機無法展開搜救，最有希望的空中救援擱淺，而全部為後勤人員的登山大本營也無力進入山上營地。中国登山协会求援于当时中国最强的西藏登山队。
1月12日，西藏登山队出发，于16日抵达大本营，19日抵达C1，21日抵达C2后因缺乏帐篷和恶劣天气撤至C1。21日深夜C2发生雪崩，西藏登山队撤回。
1月20日，京都救援队抵达德钦县。
1月23日，救援取证总指挥部宣布救援和取证失败。使用美国产高空侦察机红外拍照确认C3雪崩。
1月25日，搜救活动终止。

## 事故調查
1991年1月23日，中國空軍一架偵察機乘雲層散開的瞬間，在高空飛了幾個來回，從拍攝回的照片判斷，三號營地所在位置有30萬噸以上的雲團樣物體堆積，因此判斷是雪崩导致的山难。
1998年7月18日，當地居民於海拔3,800米的夏季牧場放牧時，在明永冰川中發現了大量散落的登山遺棄物，經調查證實為中日聯合登山隊隊員的遺骸和遺物。隨後數年間，明永冰川中再次發現登山隊遺物。遺物的發現證實了登山隊遭遇雪崩而遇難的判斷。

## 遇難隊員名單[5]

### 中国队员（共6人）
- 宋志義（中方登山隊長）
- 孫維琦
- 李之雲
- 王建華
- 林文生
- 斯那次裏（藏族，高山協作）

### 日本队员（共11人）
- 井上治郎（日方學術隊長）
- 佐佐木哲男
- 清水久信（遗体尚未发现）
- 近藤裕史
- 米谷佳晃
- 宗森行生
- 船原尚武
- 廣瀨顯
- 兒玉祐介
- 笹倉俊一
- 工藤俊二

## 后续[6]
1991年2月7日，于北京召开了由中国登山协会主办的共同悼念仪式。
3月17日，于京都召开了由京都大学登山协会主办的共同悼念仪式。
4月至6月，联合搜索队因恶劣天气未能到达C1。
4月25日至5月9日，第一次遗属访问团到访德钦，日方遗属18人，中方遗属8人参加。
5月1日，慰灵碑于德钦县飞来寺揭幕，遗属参加。该碑现已被转移。
6月5日，纪念碑于北京市怀柔县揭幕。
1992年1月1日至8日，日方遗属8人访中，到访北京和昆明。
1月4日，于昆明召开了由云南省体育运动委员会主办的一周年追悼仪式，中日遗属参加。
1月，京都大学登山协会发布了《梅里雪山事故调查报告书》。
1993年4月25日，慰灵碑于京都比叡山揭幕，日方遗属参加。
1994年3月28日至4月3日，中方遗属访日，到访东京、京都和大阪。
1994年4月22日至5月6日，第二次遗属访问团到访德钦，日方遗属14人参加。
虽然中国登山协会接到了来自美国、新西兰、瑞士、台湾等国家的登山申请，但是云南省为日本保留了五年的首登权。1996年10月至12月，京都大学和中方团队再次组成联合登山队第三次攀登卡瓦格博峰，但因为收到有关暴风雪的预报，队伍被迫下撤，登顶再次失败，12月8日撤营，此次攀登高度为6250米。
1990年当地居民欢迎联合登山队。但在1996年藏族居民抵制攀登活动，要求日方提供买路钱、以盗窃行为阻止登山。此差异可能源于当地人认知中的梅里雪山和卡瓦格博峰同一般认知的区别，当地人逐渐发觉登山队的目的地特指圣山卡瓦格博峰后产生了抗拒，亦有当地人未能从登山活动中分享利益的关系。
1999年8月7日，梅里雪山勇士纪念碑在北京揭幕。中日有关领导、罹难者家属和生前好友一百余人参加了揭幕式。
2000年，官方纪念活动终止。
2000年，德钦县人大立法不允许攀登卡瓦格博主峰。至今，卡瓦格博所有重要山峰均沒有登頂成功的記錄。
2006年，小林尚礼圍繞該主題出版了《梅里雪山―十七人の友を探して》。2021年，該書的中文版出版。

## 外部連結
- 陈敏 (编导)；吉哲 (编号). . 2004  [2022-10-18]. （原始内容存档于2022-10-19）.
- 飛往卡瓦格博  https://www.bilibili.com/video/BV1Wf4y1G7KT/ （页面存档备份，存于）